# Tancrou
Tancrou település Franciaországban, Seine-et-Marne megyében. Lakosainak száma 330 fő (2022. január 1.). Tancrou Armentières-en-Brie, Chamigny, Cocherel, Isles-les-Meldeuses, Jaignes, Mary-sur-Marne és Ocquerre községekkel határos.

## Népesség
A település népessége az elmúlt években az alábbi módon változott:
| Lakosok száma | 372  | 367  | 371  | 357  | 353  | 349  | 338  | 334  | 330  |
|               | 2013 | 2015 | 2016 | 2017 | 2018 | 2019 | 2020 | 2021 | 2022 |